# Sitnica (dopływ Łeby)
Sitnica (Struga Sitnica) – struga, lewostronny dopływ Łeby o długości 11,86 km i powierzchni zlewni 23,03 km².
Źródła strugi znajdują się na północny zachód od miejscowości Cewice koło osady Roztopczyn. Sitnica płynie przez obszar gmin Cewice i Nowa Wieś Lęborska. Przepływa przez jezioro Brody oraz koło wsi Bąkowo, Leśnice i uchodzi do Łeby. 
Polskie przedwojenne mapy przedstawiają strugę z nazwą "Zittitz Bach". W 1949 roku została wprowadzona nazwa Sitnica zastępująca nazwę "Zititz".